# Stavanger sykehus
Stavanger sykehus ofte kaldt Gamle Stavanger Sykehus var et hospital i Stavanger, Norge. Det er tegnet af arkitekten Hartvig Sverdrup Eckhoff. Bygningskomplekset er opfært i røde mursten stod færdig i 1897 på højdedraget, Skjævelandsområdet, over Kannikbekken og var sammen med flere monumentale bygget i området, blandt andet Stavanger Teater, Stavanger Museum og Turnhallen, tydelig synlig i bybilledet. Byggesummen var i 1897 på 228.000 NOK.
Stavanger sykehus huser i dag blandt andet centraladministrationen i Rogaland fylkeskommune.